# 五十嵐冬樹
五十嵐 冬樹（いがらし ふゆき、1975年9月30日 - ）は、ホッカイドウ競馬の調教師、元騎手（騎手時代は川島洋人厩舎所属）。
2023年4月に次女の五十嵐ひながJRA競馬学校騎手課程第42期生として入学。

## 来歴

### 騎手時代
中学生の時にテレビの競馬中継を見たのがきっかけで騎手になることを志す。卒業後は深川東商業高校へ進学するが、病気の父親が回復次第退学して騎手の道へ進むためにあえて第一志望の高校を避けていた。当時は中央競馬と地方競馬の違いを理解しておらず、「試験日が早い」という理由で地方競馬教養センター長期騎手課程に58期生として入学。同期に木村健（兵庫）、吉井竜一（大井）、佐々木明美（北海道・引退）などがいる。
ホッカイドウ競馬を代表する騎手の一人で、コスモバルクの主戦騎手として知られる。初騎乗は1993年10月4日札幌競馬場でのアイボリーロマン（2着）。初勝利は同年10月20日帯広競馬場でのコウチファスター。
1999年にホッカイドウ競馬のリーディングジョッキーに輝くと、2001年以降は5年連続でリーディング1位を維持している（2006年現在通算6回）。2006年7月19日旭川競馬場のアドミラルサンダーで国内通算1,000勝を達成した（内訳：地方競馬957勝・中央競馬43勝）。
中央競馬（JRA）にも積極的に参戦。初騎乗は1997年8月2日札幌競馬場第6競走のトップヘリオス（4着）。初勝利は1999年9月18日の札幌競馬場第6競走のライズライズライズ。2003年の天皇賞（秋）ではトレジャーに騎乗。また、コスモバルクとのコンビでJRA重賞3勝を挙げているほか、モエレジーニアスで2005年の函館2歳ステークスに勝利。
2005年秋のJRA騎手免許試験を受験したが不合格。
2006年にはコスモバルクとシンガポール航空国際カップに出走し、地方競馬所属馬、地方競馬所属騎手として初めて海外G1競走を制し、翌2007年も同馬で同競走に出走し、2着と健闘した。同年9月に左足首を怪我し3日間騎乗を休止した。10月11日には、道営年間最多勝記録タイとなる130勝目（最終的には146勝）を挙げた。10月28日に開催された第136回秋の天皇賞で騎乗のコスモバルクが最後の直線で左右によれ戒告処分を受けた。また、この影響で11月13日にジャパンカップでは他の騎手に乗り替わることが発表されたが、2009年の第29回ジャパンカップから引退まで再び手綱を取った。
2010年11月29日から翌2011年1月28日まで南関東公営競馬で期間限定騎乗を行う。南関東での所属は川崎競馬場池田孝厩舎。
2012年11月25日から翌2013年1月25日にも南関東公営競馬で期間限定騎乗を行う。ただし2010年～2011年とは違い南関東での所属は浦和競馬場工藤伸輔厩舎に変更された。
桑原義光調教師が勇退し、2017年11月22日付けで川島洋人厩舎に所属変更。
2022年11月11日、地方競馬全国協会より「令和4年度第2回調教師・騎手免許試験」の合格者が発表され、調教師免許に合格。このため、発表前日10日の門別競馬場2022年最終開催となる道営記念でサンビュートに騎乗し勝利したのが現役最後の騎乗となった。国内外で勝利を挙げ通算2538勝とし、同年11月30日付で騎手を引退。同年12月1日付で調教師免許が交付された。

### 調教師時代
厩舎初出走は2023年4月19日、門別1日目第4競走にゲットザナックが出走し7着（10頭立て）。同月20日、門別競馬2日目第3競走においてラトラパンテが1着となり、調教師として延べ4戦目で初勝利を挙げる。
2024年5月23日、南関東からの再転入初戦となったサンオークレアが第10回ヒダカソウカップで勝利し、管理馬とともに五十嵐も重賞初勝利を挙げる。

## 主な騎乗馬
- レーシングクィーン - 黄菊賞
- モミジホウオン - 黄菊賞
- ホウエイコスモス - ステイヤーズカップ
- ハセノガルチ - 報知グランプリカップ
- プリンシパルリバー - 全日本2歳優駿
- シンメイマサコ - 春霞賞、北斗盃
- ウィンシュール - イノセントカップ
- サキノテンリュウ - 王冠賞
- ビクトリアノニジ - マドモアゼルカップ、ノースクイーンカップ
- クラキングオー - 道営記念
- イングランディーレ - ブリーダーズゴールドカップ
- プラチナウィンク - ノースクイーンカップ
- コスモバルク - ラジオたんぱ杯2歳ステークス、弥生賞、北海優駿、セントライト記念、シンガポール航空国際カップ、OROカップ
- フラワーサークル - 春霞賞
- スローンフォル - 瑞穂賞
- シルバーサーベル - エトワール賞
- モエレジーニアス - 函館2歳ステークス
- フリートアピール - 王冠賞、北海優駿
- モエレソーブラッズ - 兵庫ジュニアグランプリ
- エビスファイター - エトワール賞
- マサノミネルバ - 栄冠賞
- エックスダンス - イノセントカップ
- ベルモントミサンガ - ノースクイーンカップ
- セイウンドーバー - 道営スプリント
- ワンダフルクエスト - ブリーダーズゴールドジュニアカップ
- ラブストレングス - 道営スプリント
- コンテ - 瑞穂賞、道営記念
- クラフィンライデン - エトワール賞
- ゴッドセンド - 星雲賞、赤レンガ記念
- ミラクルエース - イノセントカップ
- フーガ - 王冠賞
- ボヘミアン - ジュニアグランプリ
- ラブミーチャン - エトワール賞
- ラプレ - 星雲賞
- プリティゴールド - エトワール賞
- クラキンコ - 星雲賞
- シーギリヤガール - 栄冠賞
- カネマサゴールド - 赤レンガ記念
- カイカヨソウ - フローラルカップ
- ジェネラルグラント - サンライズカップ
- グッドグラッド - 星雲賞
- フライングショット - サッポロクラシックカップ
- タイムビヨンド - 道営記念
- ジュエルクイーン - ヒダカソウカップ、ノースクイーンカップ2回、ビューチフルドリーマーカップ
- サザンヴィグラス - 栄冠賞、ブリーダーズゴールドジュニアカップ、北斗盃
- モリノラスボス - ジュニアグランプリ
- ステージインパクト - 道営記念
- トーセンガーネット - ニューイヤーカップ
- リンゾウチャネル - ジュニアグランプリ、北斗盃、北海優駿、王冠賞、楠賞
- バルダッサーレ - 瑞穂賞
- ブルーカルセドニー - フローラルカップ
- ラッキードリーム - 北斗盃
- コスモポポラリタ - フローラルカップ、ブロッサムカップ
- グリントビート - 星雲賞
- スギノプリンセス - ブロッサムカップ
- サンビュート - 道営記念

出典:

## 主な管理馬
- サンオークレア（2024年ヒダカソウカップ、グランシャリオクイーンズ）

## 外部サイト
- 五十嵐 冬樹 - ホッカイドウ競馬
- F-LINE（五十嵐冬樹オフィシャルサイト）
- 五十嵐冬樹騎手公式ブログ ～ F-Line - 楽天ブログ（Blog）
- 騎手登録情報 - 地方競馬情報サイト
- 騎手詳細データ - nankankeiba.com
- 調教師詳細データ - nankankeiba.com
- 五十冬 (@FUYUKI_HRT) - X（旧Twitter）